# Mariahof
Mariahof war bis Ende 2014 eine Gemeinde mit 1225 Einwohnern (Stand: 1. Jänner 2016) im Gerichtsbezirk bzw. Bezirk Murau in der Steiermark. Im Rahmen der Gemeindestrukturreform in der Steiermark ist sie seit 2015 mit den Gemeinden Dürnstein in der Steiermark, Kulm am Zirbitz, Neumarkt in Steiermark, Perchau am Sattel, Sankt Marein bei Neumarkt und Zeutschach zusammengeschlossen, die neue Gemeinde führt den Namen Marktgemeinde Neumarkt in der Steiermark weiter. Grundlage dafür ist das Steiermärkische Gemeindestrukturreformgesetz (StGsrG).

## Geografie
Mariahof liegt im Murtal am Neumarkter Sattel, einer Passstraße, die das Murtal mit dem Metnitztal verbindet.

### Gliederung
Die ehemalige Gemeinde bestand bis 2015 aus 17 Ortsteilen (ohne Einzelhöfe, Zerstreute Häuser, Rotten, Ruinen und Gasthäuser): Forst, Baierdorf, Schachen, Rußdorf, Bahnhof, Adendorf, Vockenberg, Neudorf, Steinberg, Hoferdorf, Oberdorf, Diemersdorf, Ob der Kirche, Berg, Stadlob, Klachel und Lambach. Im Jahr 1948 existierten folgende Ortsteile von Mariahof: Ob der Kirche, Egg, Steinberg, Adendorf, Adelsberg, Lambach, Schauerfeld, Rutztorf, Forst, Oberdorf, Vockenberg, Stadlob, Diemersdorf, Klachl, Berg, Hoferdorf, Baierdorf, Neumarkt.
Siehe auch
Stadlober

## Geschichte

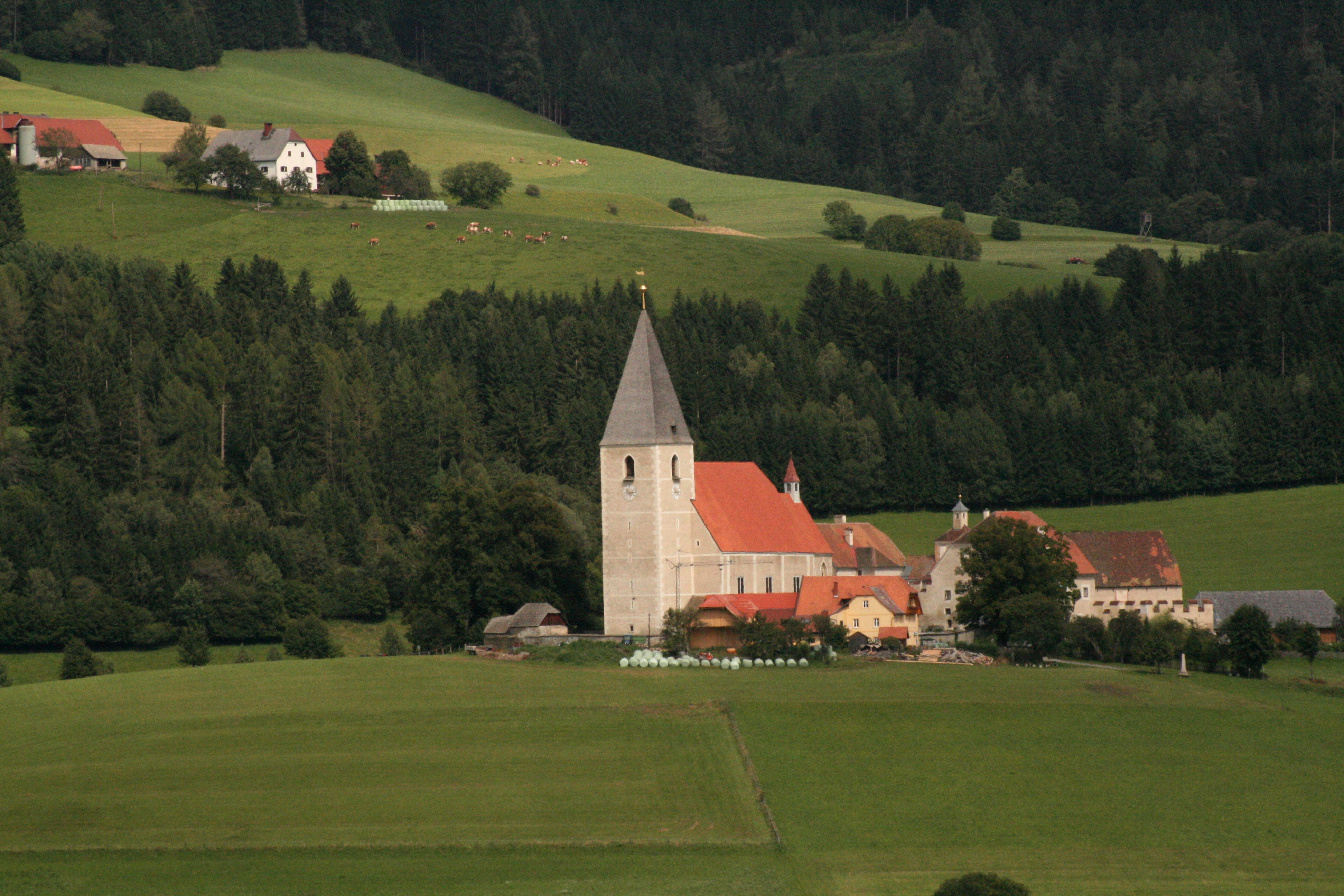
Die kath. Pfarrkirche hl. Maria

Die Pfarrkirche wurde 1066 als „ecclesia Grazluppa“ erstmals urkundlich erwähnt. Im Jahr 1103 wurde sie dem Benediktinerstift Sankt Lambrecht zugeschlagen. Der im 14. Jahrhundert neu errichtete Kirchenbau wurde nach seiner Zerstörung durch die Ungarn zwischen 1482 und 1511 im spätgotischen Stil erneuert und zur Wehranlage umgebaut.

### Gemeinde
Die 1849/50 gegründete Ortsgemeinde bestand aus den Katastralgemeinden Adendorf und Baierdorf, hieß ursprünglich Adendorf und wurde 1881 in Mariahof umbenannt.

### Bevölkerung
Die Gemeinde hatte laut Volkszählung 2001 1.327 Einwohner, 99,1 % der Bevölkerung besaßen die österreichische Staatsbürgerschaft. Zur römisch-katholischen Kirche bekannten sich 94,4 % der Einwohner, 3,7 % waren ohne religiöses Bekenntnis.
Die Einwohnerzahl ist seit 1951 (1.391) nahezu unverändert.

## Kultur und Sehenswürdigkeiten
- Ruine Steinschloss: Die ehemalige Festung wurde um 1131 erbaut und liegt in einer Seehöhe von 1180 m und ist damit die höchstgelegene Burg der Steiermark.
- Pfarrkirche Mariahof Mariä Himmelfahrt
- Naturpark Zirbitzkogel-Grebenzen
- Furtner Teich: Der in der Eiszeit entstandene Teich ist heute in ein 13 Hektar großes Naturschutzgebiet eingebettet. Bekannt wurde er durch Blasius Hanf, einem Pater des Benediktinerstifts St. Lambrecht, der im 19. Jahrhundert als einer der bedeutendsten Ornithologen Österreichs galt.
- Vivarium: Das Vivarium ist das Naturpark-Informationszentrum von Mariahof. Neben der heimischen Pflanzen- und Tierwelt werden auch Flora und Fauna des Amazonasgebiets präsentiert. Nach finanziellen und Auslastungsschwierigkeiten ist das Vivarium seit 3. Oktober 2011 geschlossen. Am 17. Juli 2015 eröffnete in dem Gebäude das neu gegründete Natechnikum.[8]
- Dürnberger Moor: Das Dürnberger Moor ist ein rund 12000 Jahre altes Latschen-Hochmoor. Es ist rund 16 Hektar groß und vorwiegend mit Torfmoosen der Arten Magellans Torfmoos (Sphagnum magellanicum) und Rötliches Torfmoos (Sphagnum rubellum) bewachsen. Zu den hier vorkommenden Pflanzen zählen das Scheidige Wollgras, die Rosmarinheide, die Moosbeere, die Moorheidelbeere und die Besenheide. Zu den hier vorkommenden Tierarten zählt das Birkhuhn.

## Wirtschaft und Infrastruktur

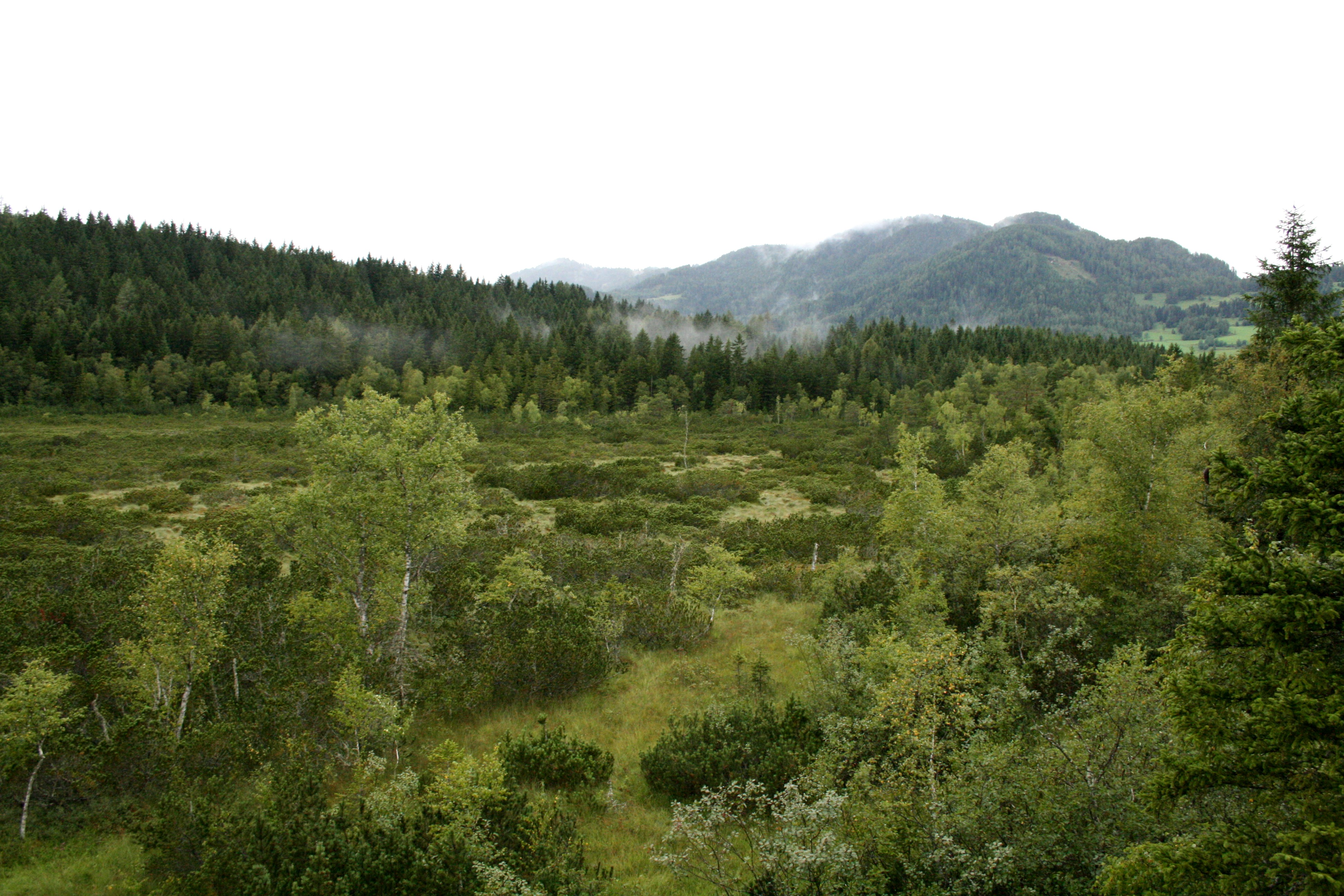
Dürnberger Moor

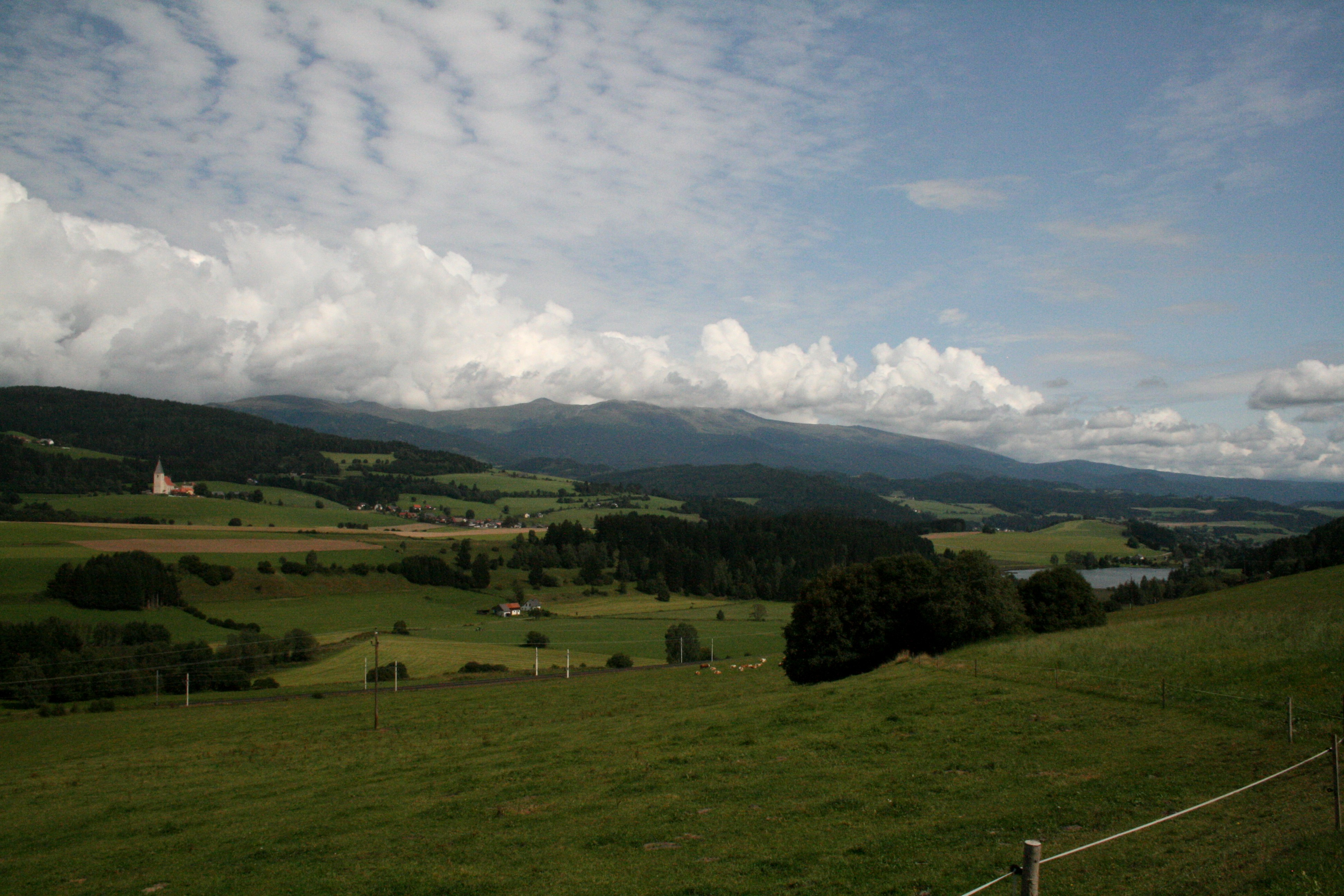
Blick auf Mariahof, rechts der Furtner Teich, im Hintergrund der Zirbitzkogel

Mariahof ist ein Sommertourismusort mit etwa 30.000 bis 35.000 Übernachtungen. Im verarbeitenden Gewerbe spielt die Holzverarbeitung die größte Rolle, weiters gibt es ein Schotterwerk.
Das Gebiet hat mit dem Haltepunkt (ehemals Bahnhof) Mariahof-Sankt Lambrecht eine Station an der Rudolfsbahn. Von dort aus führte außerdem von 1945 bis 1951 der Oberleitungsbus Sankt Lambrecht zum Dynamitwerk der Firma Dynamit Nobel.

## Politik
Der Gemeinderat bestand bis Ende 2014 aus 15 Mitgliedern und setzt sich seit der Gemeinderatswahl 2010 aus Mandaten der folgenden Parteien zusammen:
- 8 ÖVP
- 6 SPÖ
- 1 FPÖ

Die ÖVP stellte mit Florian Plank den letzten Bürgermeister sowie mit Josef Maier den letzten Vizebürgermeister.

### Wappen
Die Verleihung des Gemeindewappens erfolgte am 10. September 1930. Wegen der Gemeindezusammenlegung verlor es mit 1. Jänner 2015 seine offizielle Gültigkeit.

Blasonierung (Wappenbeschreibung):
„Ein durch ein goldenes Fadenkreuz viergeteilter Schild. Im rechten oberen blauen Felde erhebt sich eine Burgruine aus weissem Mauerwerk auf einer grünen Anhöhe. Zur Ruine führt ein aus dem linken Untereck kommender steil ansteigender Weg. Im linken oberen gleichfalls blauen Felde steht auf grünem Rasenboden eine gelbbraun gefärbte Kuh. Im rechten unteren grünen Felde erscheint ein rotgekrönter und gewaffneter silberner Panther, der aus dem Rachen Flammen hervorstößt. Im linken unteren gleichfalls grünen Felde erhebt sich auf hellgrünem Boden ein aus weissem Mauerwerk erbautes und rot bedachtes Gebäude. Den Schild umgibt eine ornamentierte bronzefarbene Randeinfassung.“

## Persönlichkeiten

### Ehrenbürger
- 1975 Friedrich Niederl (1920–2012), Landeshauptmann

### Söhne und Töchter von Mariahof
- Alfred Eichmann (* 1975), Benediktiner
- Heinz Gach (* 1947), Politiker der ÖVP, Landesjägermeister
- Robert Gratzer (1948–2004), Journalist, Schriftsteller
- Franz Benedikt Hermann (1755–1815), Geologe und Bergbaufachmann
- Franz Kromka (* 1944), Soziologe
- Benedikt Plank (* 1949), Benediktiner und Abt von St. Lambrecht
- Ernst Schindlbacher (* 1938), Politiker der ÖVP
- Gottfried Schröckenfuchs (* 1947), Offizier

### Mit der Gemeinde verbunden
- Blasius Hanf (1808–1892), römisch-katholischer Geistlicher, Benediktiner und Ornithologe, war hier Pfarrer